# Юлія Сак
Юлія Юріївна Тичина (у шлюбі Шевченко) (псевдонім — Юлія Сак, нар. 14 січня 1979, м. Київ, Українська РСР) — заслужена артистка естрадних мистецтв України, актриса, режисер, поетеса, художниця, танцівниця, композитор, ведуча, модель.

## З життєпису
Батько — офіцер, мати — режисер, педагог та художник Ольга Тичина. Рід походить від князів Остенів-Закенів та поета Павла Тичини. З дитинства хотіла бути співачкою та актрисою, п'ятирічною почала займатися в музичній школі педагога Ірини Ерман, в 10 років зіграла в першій виставі — Снігова королева. Серед педагогів були композитор Валентин Кучеров, народний артист України, професор консерваторії — Костянтин Огнєвий.
Разом з матір'ю заснувала громадську організацію "Київський союз талановитої молоді та інвалідів «Ексклюзив». Працює в театрі «Сузір'я», спектаклі та концертні програми відбуваються на сценах Будинку актора, театру — кафе «Театріон». Гастролює по Україні та близькому зарубіжжі, виступає на радіо, телебаченні. З 2013 року почала зніматися в фільмах, 14 квітня 2021 року заснувала канал «Зірка Фенікса TV». Займається науковою діяльністю пов'язаною з феноменом геніальності.
У 2022 році увійшла до книги рекордів України:  "НАЙДОВШИЙ ХРОНОМЕТРАЖ МУЛЬТІ-МОНО ФІЛЬМІВ, знятих без зовнішнього фінансування. Тривалість – 222 хв. – авторка Юлія Сак (Шевченко)".
Член спілки Асоціація діячів естрадного мистецтва України та Українська асоціація письменників художньо-соціальної літератури, Міжнародної Гільдії Письменників.

## Творчість

### Окремі вистави
- «Анна Ахматова. Самотність»[5];
- «Без надії сподіваюся» (2006);
- «Загадка Віри Холодної»;
- «Мелодія любові»;
- «Мить і вічність»[6];
- «Жіночі образи»;
- «Кохання крізь віки»;
- «Мелодія любові»;
- «Політ. Присвята Ніці Турбіній»;
- «В. Шекспір, В. Гете. Світло і пітьма»[7].

### Коротка фільмографія
- «Хвилина усвідомлення» («Минута осознания», 2014)[8].
- «Анна Ахматова. Касандра срібного віку» («Анна Ахматова. Кассандра серебряного века», 2015).
- «Відвертість» («Откровение», 2015)[1].
- «Лялька у примірочній».
- «Провидець» (2019)[9].
- «Світ ловив мене і не впіймав»[10].

### Видані збірки
- «Почуття»;
- «Як розпізнати генія»[11].
- "Я - Фенікс"
- "Біле і чорне"

## Нагороди і відзнаки
Лавреат всеукраїнських міжнародних композиторських, вокальних і театральних конкурсів. У 2015 році відзначена Призом за кращу жіночу роль у фільмі «Хвилина усвідомлення».
- Ордени Святої Анни 1-го ступеня;
- Орден Святого Миколая;
- «Золота зірка мецената»;
- Орден Святої Варвари;
- Орден Королеви Анни[12];

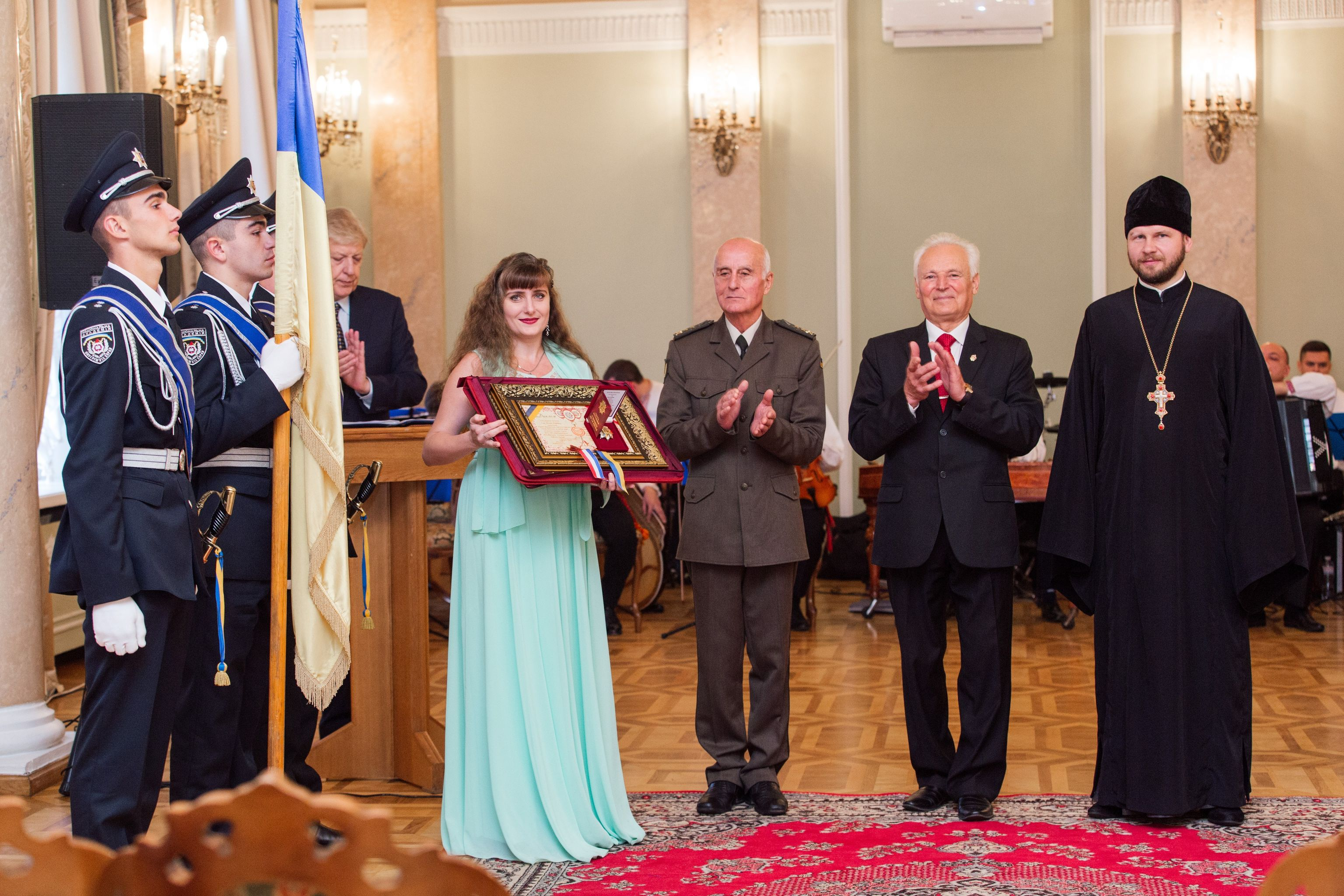
Юлія Сак. Церемонія нагородження орденом Королеви Анни

- Медаль від Верховної Ради України за розвиток мистецтва і духовності в Україні;
- Відзнака Народної Пошани, медаль "ЗА СЛУЖІННЯ МИСТЕЦТВУ" (за номером 1324).[4][13]
- Лауреат Українсько-Казахстанської премії в галузі літератури і мистецтва[11].
- Лауреат премії Нечуя-Левицького за збірку "Біле і чорне"
- Лауреат премії Григорія Сковороди від УФК у номінації "авторське кіно"[14]
- Головний Гран-прі України у номінації "Людина, яка зробила світ кращим" - Золота пектораль"[15]